# ソリャンカ
ソリャンカ（ Солянка/ Solyanka）は、ロシア料理の一つで、香辛料を多用した味の濃いスープである。ピクルス、オリーブ、ケッパー、肉や魚の燻製などを汁物仕立てにすることから、「飲むオードブル」とも呼ばれる。

## 概要
ソリャンカは、ボルシチと並び東欧を代表する料理であり、左岸ウクライナとスロボダ・ウクライナの農村に伝わるスープである。19世紀までは「セリャーンカ」と言った（Селянка）。料理の決め手となるキュウリの塩漬けの漬け汁を使うことから二日酔いに効くスープとして好まれた。
ソリャンカの歴史は新しく、近世にウクライナのボルシチとロシアのシチーの融合から生まれたスープだと考えられている。18世紀後半のロシア女帝エリザヴェータと関係が深かったウクライナ・コサック出身のロズモーヴシクィイ家は、ロシアの朝廷にウクライナ料理を流行させた。その結果、ソリャンカはロシアの貴族によっても好まれるようになり、ロシア料理の一つとしても知られるようになった。ロシアにおいては「ソリャンカ」は訛って「サリャンカ」、あるいはサリャーンカとも発音する。ロシアではザクースキの温菜として、ブイヨンを使わずに、刻んだ材料を耐熱容器に入れてパン粉とパルメザンチーズをふりかけて焼いたキャセロール仕立てにすることがある。また材料はほぼ同じでも穀類を加えたスープはキュウリの塩漬けのスープ（ラッソーリニク）と呼び、区別する。
このスープは諸国にも伝わり、今日ではドイツ (とくに旧東ドイツ)や東欧諸国などにおいても食べられる。ソビエト連邦軍が東ドイツに駐留していたとき、レストランのメニューに載っていた定番料理「ゾルヤンカ」（ソリャンカのドイツ語の呼び方）を好んだことから、缶詰にして売るようになった。 東ドイツで育ったドイツ首相アンゲラ・メルケルは、ソリャンカが好きだとインタビューで語っている。

### レシピ
ソリャンカは、ブイヨンの違いから肉のソリャンカ、魚のソリャンカと、茸のソリャンカという三つの種類に分けられる。基本の素材としてキュウリの塩漬けをブイヨンで煮てからオリーブ、キャベツ、レモン、クワスに茸の塩漬け、キュウリの塩漬けの漬け汁もを加えるので、スープは塩辛い。また、トマト、テーブルビート、タマネギなどを加えるためスープの色はしばしば赤みを帯びている。風味づけにパセリやセロリ、香辛料に黒胡椒などがよく使われる。食べる際にはスメタナ（サワークリーム）を加えるのが一般的。

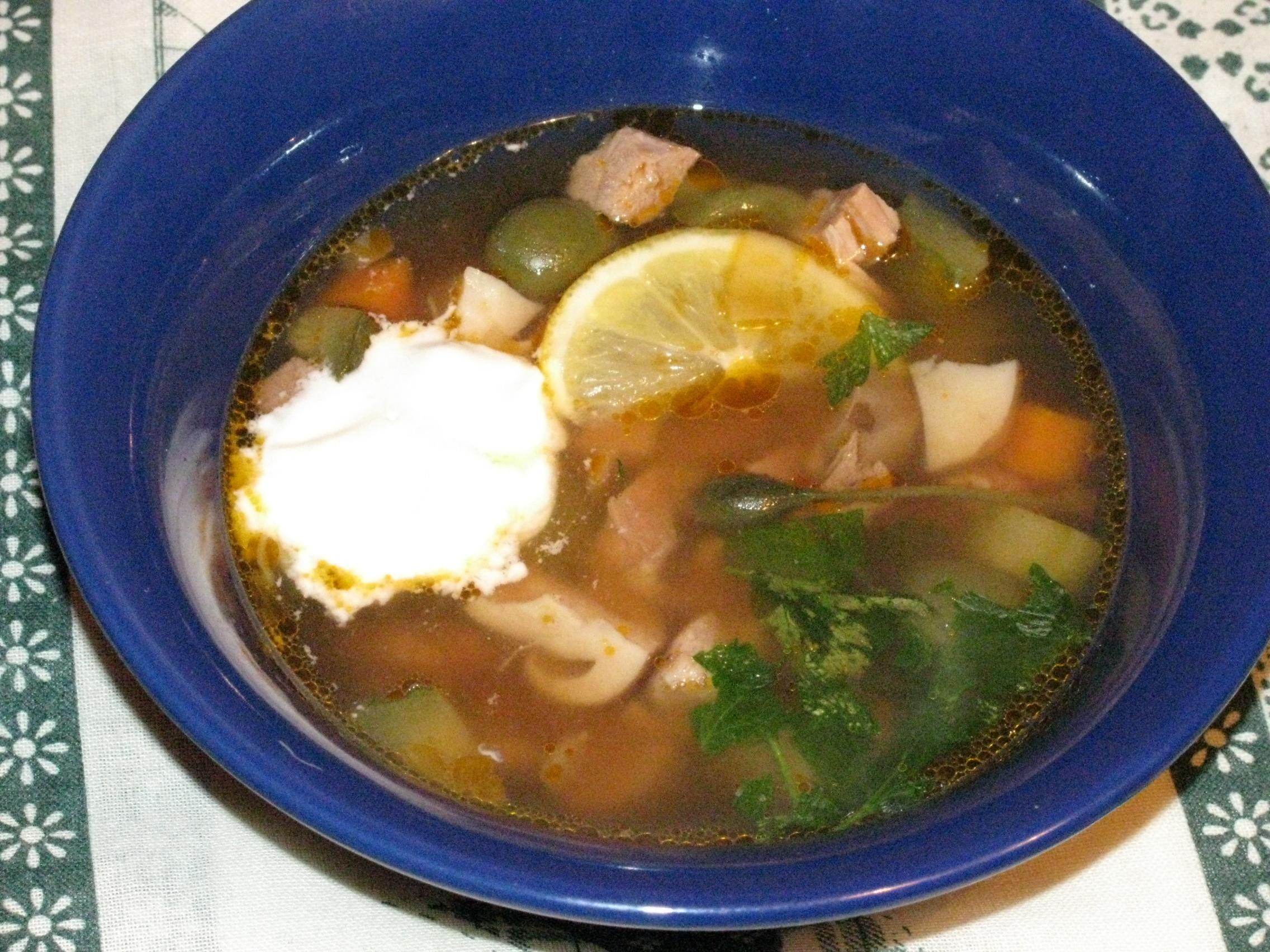
肉のソリャンカ
塩漬けのキュウリをブイヨンで煮た鍋に、肉類（牛肉、ハム、ソーセージ、鶏の胸肉から組み合わせまたは単体）のほか、トマトとタマネギ、オリーブ、風味づけにケッパー、オールスパイス、パセリやイノンドを細かく刻んで加える。ブイヨンをつぎ足し、煮詰めないように注意しながら短時間加熱する。

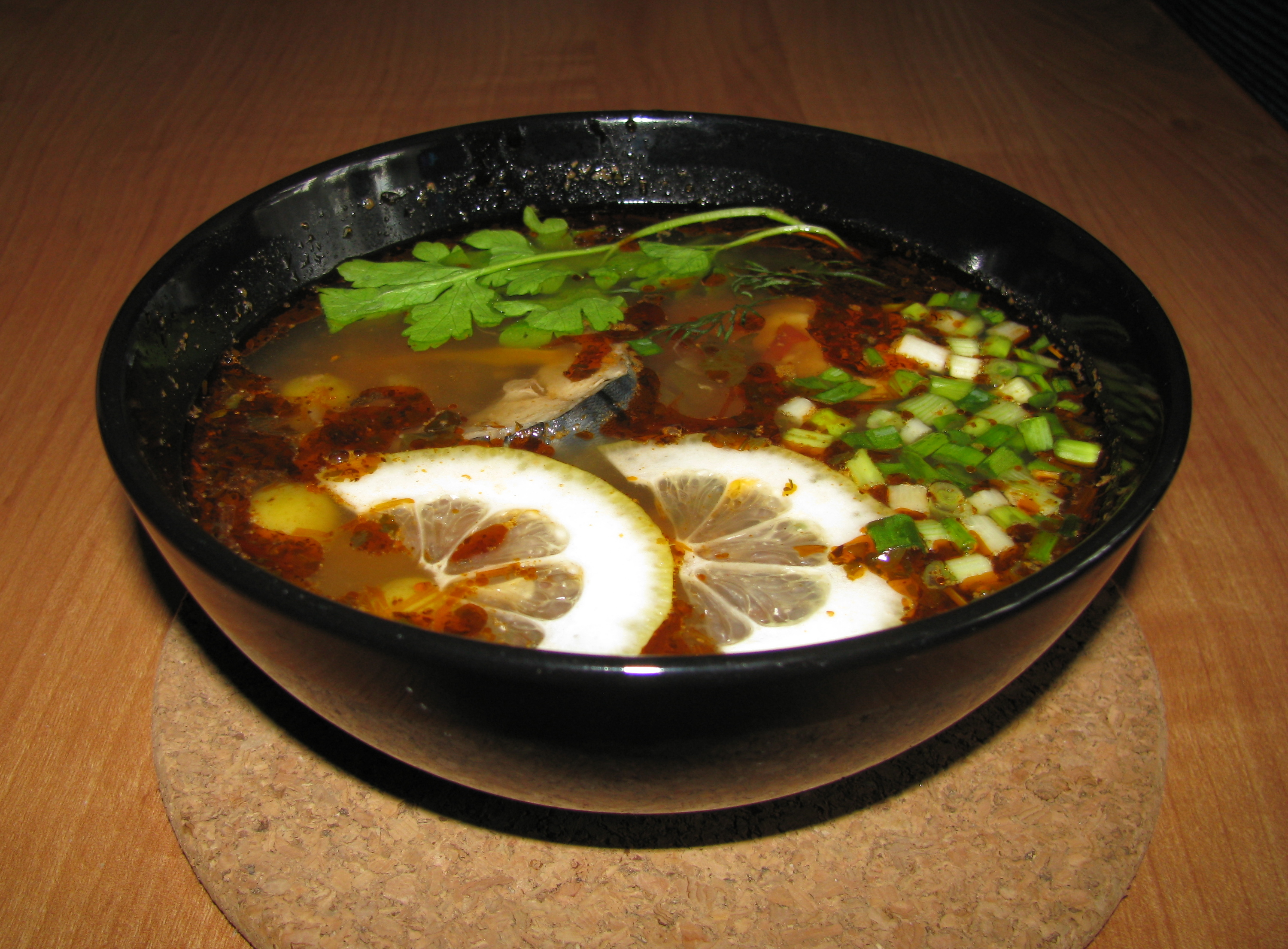
魚のソリャンカ
野菜類を最初からまとめてブイヨンで煮るほかは、調理法は肉のものと同じ。肉の代わりに骨を取った燻製や塩漬けの魚（チョウザメ、ホワイトフィッシュ、ナマズなどの淡水魚やサケなど）を用いる。 仕上げに、レモンのしぼり汁またはスライスをスープに加える。
茸のソリャンカ
キュウリの塩漬けに刻んだキャベツとトマト、酢、塩水少々を加えバターで炒める。 別に茸とタマネギを炒めておき、火からおろしてすり下ろしたレモンの皮を散らして混ぜておく。キャベツと茸を重ねた上にパン粉とバターを載せてスープを温める。